# Hieracium obscuratum
Hieracium obscuratum es una especie de planta con flor del género Hieracium, de la familia Asteraceae, orden Asterales.

## Distribución
Hieracium obscuratum se distribuye por Austria, Chequia-Eslovaquia, Francia, Alemania, Italia y Suiza.

## Taxonomía
Fue descrita científicamente por Murr.